# اعترافات پطرس

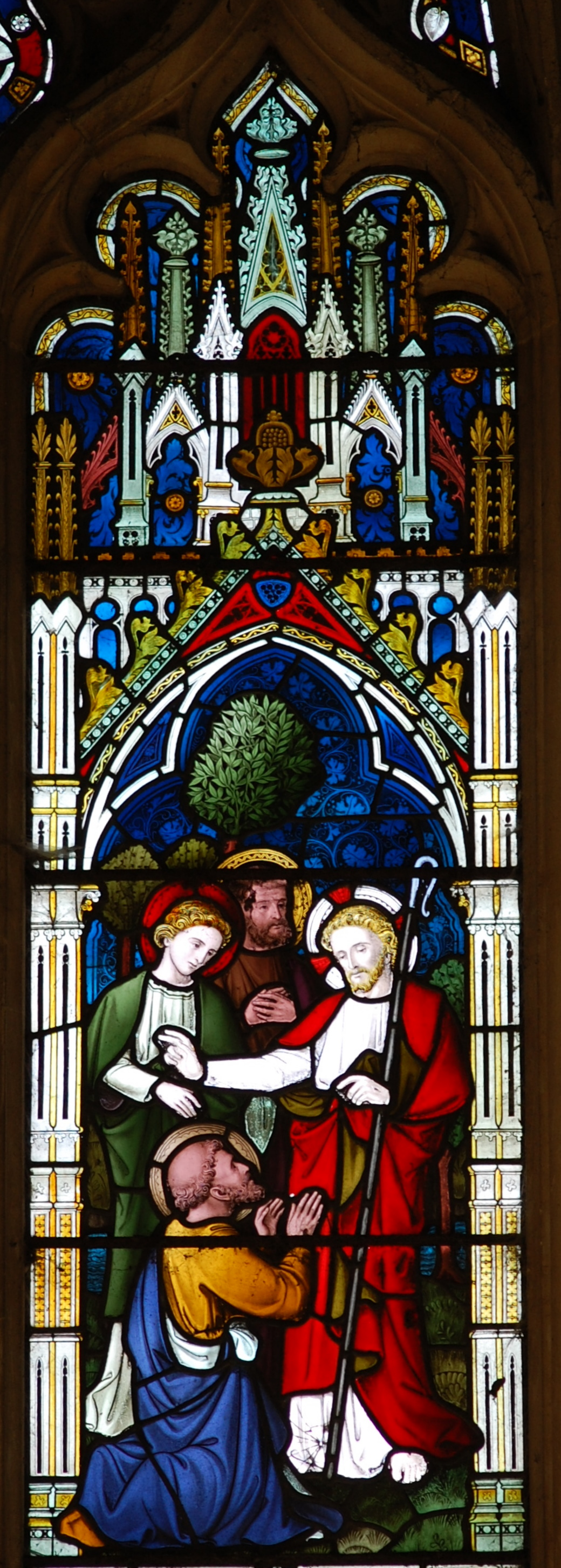
شیشهٔ نقش دار از اعترافِ پطرس؛ لوقا۹:۲۰: تو می‌گویی که من که هستم؟ پطرس پاسخ داد: مسیحِ موعود.

اعترافاتِ پِطرُس (انگلیسی‌سازی از ولگاته به لاتین: Confessio Petri) اشاره به بخشی از عهدِ جدید است که در آن پطرسِ رسول، عیسی مسیح را به عنوانِ مسیحِ موعود اعلام می‌کند. این اعلامیه در هر سه انجیل‌های هم‌نوا توصیف شده است: 
- انجیلِ متی ۱۶: ۱۳–۲۰،
- انجیلِ مرقس ۸: ۲۷–۳۰
- انجیلِ لوقا ۹: ۱۸–۲۰.[۱][۲]